# El Humoso
El Humoso, también Los Humosos, es un cortijo de 1.200 hectáreas situado el municipio sevillano de Écija, en Andalucía (España) en la comarca de Sierra Sur. Está situado en la carretera A-388 que une Marinaleda con Écija a 11,5 km de Marinaleda y a 15 km de Écija.
El Humoso era propiedad de los hijos del duque del Infantado el cual era usufructuario de la finca. Tras un largo y duro período de luchas y ocupaciones de tierras de los jornaleros y habitantes de Marinaleda encabezadas por el Sindicato de Obreros del Campo (SOC) y en las que destacó el alcalde del municipio Juan Manuel Sánchez Gordillo, se logró que parte de esas tierras, en concreto 1159 Ha (el cortijo de la finca de El Humoso, en Écija) fuera expropiada por la Junta de Andalucía para dedicarla a regadío. El IARA, por escritura de 9 de junio de 1987,[cita requerida] compró las tierras en 1991 al duque del Infantado a precio de mercado para cederlas a la población de Marinaleda una vez que hubiesen constituido 8 cooperativas de explotación agrarias. Fundaron la "Cooperativa Marinaleda S.C.A.", creando más de 400 puestos de trabajo y convirtiéndola en el núcleo del motor económico del pueblo, que ha logrado la ocupación plena. Fueron la base del proceso político y social que se ha producido en esa población, según algunos, un ejemplo de alternativa al sistema capitalista, en parte subsidiado por el Estado.

## El regadío
Por ley si en una finca se ponía regadío una parte de ella se podía expropiar. Con esta premisa se ocupó en 1983 el pantano de Cordobilla para pedir regadía en las tierras del duque del Infantazgo con la consigna "agua para regar la tierra". Junto a la ocupación del pantano un grupo de mujeres hizo una protesta en el Coto de Doñana cuando estaba en el mismo el entonces presidente español Felipe González que acabó citando a jornaleros en la Moncloa para hablar de sus reivindicaciones.
El 5 de abril de 1988 se dicta el decreto 154/1988, que se publicó en el número 39 del Boletín Oficial de la Junta de Andalucía el 20 de mayo, en el cual se aprobaba el transformación en zona regable de Los Humosos.
Previamente, el 28 de mayo de 1986 se había promulgado el Decreto 100/1.986 (se publicó en el número 61 Boletín Oficial de la Junta de Andalucía del en 24 de junio de ese año) se había declarado de interés general la transformación en regadío de la zona de Los Humosos y el Instituto Andaluz de Reforma Agraria había realizado el correspondiente plan de transformación que fue sometimiento a información pública a comienzos del año 1988.
El riego es por aspersión y puntual, se establecen unidades de explotación individuales entre 8 y 12 Has y comunitarias de 100 Has. Se delimita una superficie de 2.719,6 Has de las cuales 2.514 Has son de útil de riego.

## Lucha por la tierra
La consigna básica de las movilizaciones y las luchas que se han realizado en Marinaleda y han sido la base de su cambio social es la de "La tierra para quien la trabaja". esto se ha sustanciado en una larga lucha por la obtención de tierras en las que las ocupaciones de fincas han sido la forma habitual de protesta con enfrentamientos con jueces, Guardia Civil, Gobierno y la incomprensión de muchos trabajadores.
El cortijo El Humoso se ocuparía repetidamente, llegaron a plantarse, un grupo de 90 mujeres, ante la presidencia de la Junta de Andalucía donde fueron detenidas y puestas en libertad tras tomarles declaración, es hecho se produjo durante 9 días consecutivos. esta protesta fue un punto de inflexión en la lucha por la tierra al entender el gobierno andaluz que los jornaleros de Marinaleda no se iban a conformar de cualquier manera ni se iban a doblegar.
En 1985 se suspende la feria de Marinaleda como acto reivindicativo y al año siguiente trasladan las protestas a Madrid en solidaridad con el dirigente del SOC Diego Cañamero que iba a ser juzgado.
Las ocupaciones de tierras seguían produciéndose y en particular la del cortijo El Humoso perteneciente al duque del Infantado. En 1988 realizan una ocupación con laboreo de tierras que dura 90 días a la vez que se realizaban protestas en Sevilla.
Tras más movilizaciones en Sevilla logran el compromiso del consejero de agricultura para buscar alguna fórmula que permitiera el acceso a la tierra a los jornaleros de Marinaleda.
La Exposición Internacional de Sevilla de 1992 proporciona un marco favorable para la transcendencia de las reivindicaciones. En 1991 se realizan acciones de protesta en Sevilla que tienen como objetivo la organización de la Expo-92. Al poco tiempo el entonces consejero de agricultura del gobierno andaluz, Leocadio Marín Rodríguez, se compromete a conceder 1.200 ha.
Las tierras del cortijo El Humoso eran de secano. Por ley, si en una finca se ponía regadío una parte de ella se podía expropiar. Con esta premisa se ocupó en 1983 el pantano de Cordobilla para pedir regadía en las tierras del duque del Infantazgo con la consigna "agua para regar la tierra". Junto a la ocupación del pantano un grupo de mujeres hizo una protesta en el Coto de Doñana cuando estaba en el mismo el entonces presidente español Felipe González que acabó citando a jornaleros en la Moncloa para hablar de sus reivindicaciones.
La consecución de la tierra representó que los jornaleros accedieran por primera vez al medio de producción tierra. La gestión de los propios trabajadores del recurso productivo ha llevado a no depender del terrateniente para la consecución del trabajo y con ello de los recursos necesarios para la subsistencia. No tener necesidad de emigrar para buscar trabajo, se reinvierten las ganancias en beneficio de la comunidad y se ha logrado un importante bienestar social.
En las tierras del cortijo El Humoso, cuya propiedad no quieren los de Marinaleda con el argumento de que lo que persiguen es el "uso" de la tierra para trabajar y no ven que deba pertenecer a nadie, se creó la cooperativa agrícola Marinaleda S.C.A.  que fue el núcleo de un grupo cooperativo formado por conservera y una almazara. En ella trabaja la mayoría de la población de Marinaleda.
Las tierras en las que se asienta la cooperativa de Marinaleda están en riesgo de venta a algún fondo buitre. La Junta de Andalucía las va a poner a la venta y el Ayuntamiento pretende comprarlas a un precio justo. Hay un conflicto judicial pendiente de resolución.

## La cooperativa
En la puerta principal del cortijo El Humoso se escribió la consigna "Este cortijo es para los jornaleros en paro de Marinaleda". LA Junta de Andalucía consiguió las 1.200 Hectáreas, de las 17.000 que posee el duque del Infantado, y las cedió en uso a los habitantes de Marinaleda en 1991.
En 1992 se crea la Cooperativa Humar - Marinaleda S.C.A. en los terrenos reciben cedidos por la Junta de Andalucía. La consigna de La tierra para quien la trabaja se hace realidad. El proyecto tiene por objetivo de creación de empleo mediante la venta de productos hortícolas y no el beneficio privado. Hay 8 cooperativas agrarias y una de transformación.
Las tierras de "Los Humosos" no son propiedad de los cooperativistas, estos usan la tierra para obtener su rendimiento pero rechazan el poder especular con ella.

### La agricultura
El trabajo de la tierra es la base de la producción de El Humoso. Se realiza un trabajo respetuoso buscando la calidad con respeto del medio ambiente, practicando una agricultura 100% ecológica , según la coordinadora internacional Vía Campesina.
Los campos son de regadío y se completan con el olivar y con los invernaderos y semilleros, en los que cultivan durante todo el año productos como la lechuga y el tomate.

### La ganadería
Se ha creado una cabaña de ganadería ovina.

### La fábrica de conservas
La producción agrícola pronto hizo evidente la necesidad de poner en marcha una industria agroalimentaria que sirviera para una elaboración integral del producto aumentando su valor añadido.
Se creó una fábrica de conservas vegetales, primero envasando pimiento de piquillo al que siguieron las alcachofas y las habas. La fábrica proporcionó muchos nuevos puestos de trabajo, en especial para las mujeres donde hasta entonces el desempleo era más mayor.

### La almazara
El olivar es uno de los productos estrella del suelo andaluz. El aceite de oliva es un producto de alto valor, para ello se montó una almazara en la que se produce aceites de oliva virgen extra bajo la denominación "Cortijo El Humoso".
La recolección de la aceituna se realiza a mano y se elabora artesanalmente. Las variedades de aceituna usada son arbequino, marteño y hojiblanco obteniendo aceites de variedad Arbequina y Picual y de variedad Hojiblanca.

### Los productos
La producción de la cooperativa se centra en habas, pimientos del piquillo y morrón y alcachofa. El olivar es otro de los pilares de la producción, como no podía ser de otra forma en tierras de Sevilla.
La calidad de la producción se garantiza mediante el seguimiento de las tareas y cuidados que la huerta precisa desde la siembra hasta el envasado final
Los productos producidos en Humar tienen los siguientes certificados:
Calidad Certificada
Marca de calidad de la Junta de Andalucía que garantiza la calidad en la producción y elaboración. Es una marca que se otorga, previa solicitud e informe favorable del Comité Técnico, a aquellos productos que estén amparados por Denominaciones de Origen, Indicaciones Geográficas Protegidas, Especialidades Tradicionales Garantizadas, agricultura ecológica, alimentos autorizados para el uso de la marca de garantía de Producción Integrada y los productos agroalimentarios y pesqueros certificados por organismos acreditados, tanto para productos acogidos a pliegos de condiciones de producto o protocolos privados homologados.
Producción Integrada Andalucía
Esta marca garantiza el compromiso del sector agrario con el medio ambiente y la calidad. La utilización de los mecanismos de regulación naturales para una agricultura viable y sostenible.
Norma ISO 9001
Elaborada por Comité Técnico ISO/TC176 de ISO Organización Internacional para la Estandarización y especifica los requisitos para un buen sistema de gestión de la calidad.

### El trabajo
Teniendo como objetivo la creación de puestos de trabajo y siendo consecuentes con la máxima de "Trabajar menos para trabajar todos" en El Humoso y las industrias que lo complementan trabajan de unas 400 personas que van rotando para que todos puedan cobrar algo.
Independientemente de la responsabilidad y el cargo todos los trabajadores de El Humoso cobran 47 € por jornada de 6 horas y media con un importe mensual de 1.125 euros.
Este sueldo es también el que cobran todos los trabajadores municipales. Los servicios básicos para la población están cubiertos, la vivienda se realiza mediante un sistema de pago blando y autotrabajo, en el que el ayuntamiento pone medios como arquitectos y suelo y facilita la adquisición de materiales, el resultado son casa de 90 metros cuadrados y 100 de patio por las ques e pagan 15 € mensuales. También la guardería (que cuesta 12 € mensuales con el comedor incluido), las piscinas (bono anual de 3 €) el gimnasio, los espectáculos culturales, el acceso a internet gratuito...  complementa el nivel de vida de los habitantes de Marinaleda y de los trabajadores de El Humoso. Hay que tener en cuenta que es corriente que en cada familia haya varios miembros trabajando.